# Matz Öman
Matz Öman, född 26 december 1960, är en svensk före detta professionell ishockeyspelare (back).
Han var med och förde Luleå HF till Elitserien 1984.